# Jaumandreu
Jaumandreu és una masia de Fonollosa (Bages) inclosa a l'Inventari del Patrimoni Arquitectònic de Catalunya.

## Descripció
Masia de planta basilical coberta amb doble vessant i amb el carener perpendicular a la façana, orientada a migdia.
És en la façana que al segle xviii s'hi van afegir dos cossos a banda i banda: una torre quadrada coberta a quatre vessants i un cos amb galeria d'arc de mig punt.

## Història
Masia del terme del Castell de Fals, pertanyia a la batllia de Fals al segle xvii i al ducat de Cardona. La seva vinculació a la important casa cardonina es remunta al segle xi.